# Sparedriola annamensis
Sparedriola annamensis es una especie de coleóptero de la familia Oedemeridae.

## Distribución geográfica
Habita en Vietnam.